# Pałac Bojańczyka we Włocławku
Pałac Bojańczyka – zabytkowa willa miejska we Włocławku.

## Lokalizacja
Budynek mieści się w centrum Włocławka przy ulicy Szpitalnej, w pobliżu miejskiego Parku im. Henryka Sienkiewicza.

## Historia
Pałacyk wybudowano w 1881 r. i jest związany z rodem Bojańczyków, rodziną działającą w branży przemysłowej i browarniczej. Członkowie rodziny należeli do Ochotniczej Straży Pożarnej, wspierali Włocławskie Towarzystwo Wioślarskie oraz zasiadali we władzach samorządowych. Wincenty Albrecht Bojańczyk był włocławskim przemysłowcem, właścicielem browaru przy ul. Łęgskiej, działaczem niepodległościowym. Angażował się również w pracę na rzecz Włocławskiej Ochotniczej Straży Ogniowej.

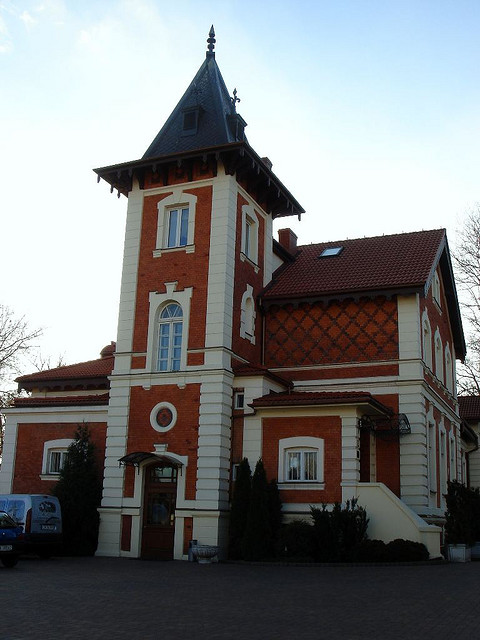
Wejście do Pałacu

Jego syn Jerzy Bojańczyk był działaczem politycznym oraz jedną z pierwszoplanowych postaci polskich sportowców wodnych. Od 1919 roku sprawował funkcję wiceprezesa Polskiego Związku Towarzystw Wioślarskich. Sprawował też szereg rozlicznych funkcji w administracji samorządowej Włocławka.
Ostatni właściciele pałacu: Irena Bojańczyk (wnuczka Wincentego) oraz jej mąż Michał Bojar sprzedali nieruchomość w 1963 r. Spółdzielni Przemysłu Ludowego i Artystycznego "Sztuka Kujawska". Pałac został odrestaurowany przez obecnych właścicieli i przekształcony w hotel i restaurację.
Od 2003 r. mieści się tutaj Hotel Aleksander.

## Architektura
Jest to murowany eklektyczny budynek zbudowany z barwnych cegieł, kładzionych na wzór zendrówek w układy rombowe, z narożnikami boniowanymi i tynkowanymi obramieniami otworów. Został wzniesiony na rzucie zbliżonym do litery T.
Do parterowego korpusu głównego przylega od wschodu skrzydło piętrowe, poprzedzone kwadratową wieżą, mieszczącą główne wejście. Pod okapem i na wieży znajdują się ozdobne listwy drewniane. Dach dwuspadowy pokryty jest dachówką, wieża natomiast ma wysoki dach namiotowy, zakończony chorągiewką z datą budowy pałacu. Budynek otoczony jest starodrzewem i zielonym ogrodem z alejkami spacerowymi.